# يغموش صغير الرصغ
يغموش صغير الرصغ (الاسم العلمي:Amblyomma parvitarsum) هو نوع من الحيوانات يتبع جنس اليغموش من فصيلة اللبوديات الصلبة.